# Spyrydon Dowhal
Spyrydon Mykytowycz Dowhal (ukr. Спиридон Микитович Довгаль, ur. 1896 koło Czernihowa, zm. 1975 w Monachium) – ukraiński działacz polityczny, publicysta, premier rządu Ukraińskiej Republiki Ludowej na emigracji.
W latach 1917–1918 był dowódcą Kurenia Studenckiego, broniącego Kijowa przed bolszewikami, następnie podpułkownikiem Armii URL, dowódcą 20 Kurenia 7 brygady 3 Żelaznej Dywizji Strzelców Armii URL.
Na emigracji był czołowym działaczem Ukraińskiej Partii Socjalistów Rewolucjonistów, a od 1950 Ukraińskiej Partii Socjalistycznej. Był redaktorem ukraińskich czasopism ukazujących się w Czechosłowacji i Niemczech.
W roku 1954 i latach 1969–1972 był premierem rządu Ukraińskiej Republiki Ludowej na emigracji.

## Literatura
- Andrzej Chojnowski, Jan Bruski - "Ukraina", Warszawa 2006, ISBN 978-83-7436-039-5